# Kenaan (biblická postava)
Kenaan či Kanán (hebrejsky כנען‎ Kena'an) je starozákonní postava, syn Chámův a vnuk Noemův.
Podle biblické tradice Noe svého vnuka proklel, aby tak potrestal svého syna Cháma, který jej přistihl nahého a opilého: 
| „                  | Když Noe procitl z opojení a zvěděl, co mu provedl jeho nejmladší syn, řekl: „Proklet buď Kenaan, ať je nejbídnějším otrokem svých bratří!“ Dále řekl: „Požehnán buď Hospodin, Bůh Šémův. Ať je Kenaan jejich otrokem! Kéž Bůh Jefetovi dopřeje bydlet ve stanech Šémových. Ať je Kenaan jejich otrokem!“ | “ |
| — Genesis 9, 24-27 | |   |

Chám bývá uváděn jako praotec Chamitů, mezi nimiž je Kenaan otcem Kananejců (Kenaánců), tedy původních obyvatel zaslíbené země před příchodem Izraelitů. Od Kenaana je tak podle biblické tradice odvozen právě i název Země zaslíbené, Kanaánu, tj. především dnešní Palestiny, Izraele a části Sýrie a Libanonu. 
Skutečný původ jména je nejspíš opačný (tj. jméno praotce Kenaana je odvozeno od jména země) a bývá obvykle vysvětlován jako „nížina“ – ze semitského kořene knʿ. Jméno je nicméně doloženo již v churritských textech z 15. st. př. n. l. jako kinaḫḫu, což je zároveň churritské slovo pro purpurovou barvu, a pokud by byl jeho původ churritský, znamenalo by tedy patrně „purpurová země“ (což je i význam řeckého názvu této oblasti: φοῖνιξ, foinix). Zda je původ jména semitský, či churritský je ovšem nejisté.
Od Kenaanova jména byl odvozen i středověký hebrejský název pro kraje obývané západními Slovany, ’ereṣ Kena’an, užívaný především pro oblast dnešního Česka a Saska. Podobně jako území dnešního Německa až po západní břeh Labe židé pojmenovali Aškenaz (Genesis 10, 3), západoslovanský region (od Labe na východ, tedy včetně části území dnešního Německa) nazývali ’ereṣ Kena’an, tedy „Země kanaánská“, z čehož je odvozen i středověký hebrejský výraz pro západoslovanské jazyky, především pro češtinu, „lešon Kena’an“. Krom toho, že jistou roli zde sehrála konotace s názvem, Země zaslíbené, bývá jako motivace obvykle označován fakt, že Slované obchodovali s otroky, přičemž do otroctví prodávali i své vlastní soukmenovce.